# Jan Trojan
Jan Trojan (31. května 1926, Brtnice – 26. ledna 2015, Brno) byl český muzikolog, rozhlasový redaktor a pedagog.

## Život
Vystudoval hudební vědu a historii na Filozofické fakultě Masarykovy univerzity a hudební výchovu na Pedagogické fakultě Masarykovy univerzity. Pracoval jako hudební redaktor Československého rozhlasu, pro který rekonstruoval řadu starých českých skladeb, a od roku 1961 vyučoval na Janáčkově akademii múzických umění, kde se roku 1990 stal profesorem. Věnoval se mimo jiné lidovým písním, opeře a moravské hudbě 18. století. Na přelomu 20. a 21. století spolu se Zdeňkem Smiřickým znovuobjevil moravského barokního skladatele Josefa Schreiera.

## Dílo
- Jan Trojan: Muzika Václava Philomata z Jindřichova Hradce (1512), nákladem vlastním, Brno 1951
- Jan Trojan: Improvisace doprovodu lidových písní – 1. České písně, Státní pedagogické nakladatelství, 1954
- Jiří Svoboda, Jan Trojan: Vývoj české a slovenské hudby – díl I. (1. vydání), Státní pedagogické nakladatelství, Praha 1954
- Jiří Svoboda, Jan Trojan: Vývoj české a slovenské hudby od nejstarších dob po dovršení národního obrození dílem B. Smetany – díl I. (2., přepracované a rozšířené vydání), Státní pedagogické nakladatelství, Praha 1957
- Jan Trojan: Břetislav Bakala – Janáčkovský interpret, Janáčkova akademie múzických umění, Brno 1965
- Jan Trojan: Interpretační a repertoárový přínos APS Moravan, in: Akademické pěvecké sdružení Moravan – k 20. výročí své obnovené činnosti, APS Moravan, Brno 1966
- Jiří Svoboda, Jan Trojan: Vývoj české a slovenské hudby – díl I., Státní pedagogické nakladatelství, Praha 1966
- Jiří Svoboda, Jan Trojan: Vývoj české a slovenské hudby – díl II., Státní pedagogické nakladatelství, Praha 1966
- Jiří Svoboda, Jan Trojan: Vývoj české a slovenské hudby – díl III., Státní pedagogické nakladatelství, Praha 1967
- Jan Trojan: K problematice oratoria dvacátého století (disertační práce), Filozofická fakulta Univerzity Jana Evangelisty Purkyně v Brně, Brno 1967
- Jan Trojan: Tabulky k historii novodobé hudby (1905-1965), Státní pedagogické nakladatelství, Praha 1967
- Jan Trojan: Úvod do studia harmonické struktury moravské lidové písně, nákladem vlastním, Brno 1969
- (německy) Jan Trojan: Leoš Janáček – Entdecker und Theoretiker der harmonischen Struktur im mährischen Volkslied, Mezinárodní hudební festival Brno, Brno 1970
- (německy) Jan Trojan: Osvald Chlubna, do němčiny přeložil Adolf Langer, Hudební informační středisko, Praha 1972
- (anglicky) Jan Trojan: Zdeněk Zouhar, Hudební informační středisko, Praha 1972
- (německy) Jan Trojan: Zdeněk Zouhar, do němčiny přeložil Adolf Langer, Hudební informační středisko, Praha 1972
- Jan Trojan: Dějiny opery – I. Baroko a klasicismus (17. a 18. století), Janáčkova akademie múzických umění, Brno 1979
- Jan Trojan: Moravská lidová píseň – melodika, harmonika, Supraphon, Praha 1980
- Jan Trojan: Dějiny opery – II. Romantismus (19. století), Janáčkova akademie múzických umění, Brno 1981
- Jan Trojan: Dějiny opery – III. Hudební divadlo (20. století), Janáčkova akademie múzických umění, Brno 1982
- Jan Trojan: České zpěvohry 18. století (1. vydání), Janáčkova akademie múzických umění, Brno 1981
- Jan Trojan: Stručné dějiny opery z hudebně dramaturgického hlediska – I. Baroko, klasicismus, romantismus (1. vydání), Státní pedagogické nakladatelství, 1985
- Jan Trojan: Stručné dějiny opery z hudebně dramaturgického hlediska – II. Expresionismus, neoklasicismus, realismus, hudební divadlo 20. století, Státní pedagogické nakladatelství, 1986
- Jan Trojan: Operní slovník věcný (1. vydání), Státní pedagogické nakladatelství, Praha 1987
- Jan Trojan: Villana hanatica – k hanáckým tancům v 17. a 18. století, Ústav lidové kultury, Strážnice 1987
- Jan Trojan: Úvod do hudební dramaturgie opery, Státní pedagogické nakladatelství, Praha 1988
- Jan Trojan: Přívětivá krajina hudby – fejetony o české hudbě a hudebnících, Ostrava, Profil 1989
- Jan Trojan: Stručné dějiny opery z hudebně dramaturgického hlediska – I. Baroko, klasicismus, romantismus (2. vydání), SPN – pedagogické nakladatelství, Praha 1990
- Jan Trojan: Moravské vánoční pastorely – 10 drobných skladeb pro klavír (zpěv) ve snadném slohu, Editio Moravia, Brno 1992
- Jan Trojan: Dvanáct světských písní z klášterních sbírek 17. a 18. století, in: Minulostí Západočeského kraje XXVIII, Albis international, Ústí nad Labem 1993, ISBN 80-900838-0-3, str. 269-290
- Jan Trojan: Lidové písně z Moravy a Slezska – 200 nápěvů s akordickými značkami pro zpěv a kytaru, harmoniku nebo klavír, Bärenreiter Editio Supraphon, Praha 1995
- Jan Trojan: Nové národní písně Františka Bartoše (1882), Muzeum jihovýchodní Moravy, Zlín 1996
- Jan Trojan: Personální bibliografie, nákladem vlastním, Brno 1997
- Jan Trojan: Kantoři na Moravě a ve Slezsku v 17.-19. století, Muzejní a vlastivědná společnost v Brně, Brno 2000
- Jan Trojan: Personální bibliografie, nákladem vlastním, Brno 2001
- Jan Trojan: Dějiny opery – tvůrci předloh, libretisté, skladatelé a jejich díla, Paseka, Praha 2001
- Jan Trojan: Moravské vánoční pastorely – deset drobných skladeb pro klavír a zpěv v jednoduché úpravě, Editio Moravia, Brno 2001
- Jan Trojan: Operní slovník věcný (2. vydání), Janáčkova akademie múzických umění, Brno 2001
- Jan Trojan: Josef Schreier (1718-?) – podivuhodné osudy života a díla zapomenutého moravského skladatele a kantora, Votobia, Olomouc 2005
- Jan Trojan: Personální bibliografie, nákladem vlastním, Brno 2006
- Jan Trojan: České zpěvohry 18. století (2., přepracované vydání), Janáčkova akademie múzických umění, Brno 2007
- Jan Trojan: Chvilky s Išou Krejčím, in: Hudba v Olomouci a na střední Moravě – in memoriam Vladimír Hudec, Univerzita Palackého, Olomouc 2007, ISBN 978-80-244-1763-9, str. 175-186
- Jan Trojan: Josef Schreier – Missa pastoralis (in C boemica), Zdeněk Smiřický: Z mozaiky pamětihodností městečka Dřevohostice, Vlastivědná společnost Žerotín, Dřevohostice 2008
- články v časopisech Opus musicum, Hudební výchova, Hudební věda, Vlastivědný věstník moravský, Český lid, Národopisná revue, Hudební nástroje, Naším krajem, Sborník Státního okresního archivu Přerov, Věstník Historicko-vlastivědného kroužku v Žarošicích, Zpravodaj Muzea Kroměřížska a Zprávy Vlastivědného muzea v Olomouci